# BY Волка
BY Волка (лат. BY Lupi) — одиночная переменная звезда в созвездии Волка на расстоянии (вычисленном из значения параллакса) приблизительно 4559 световых лет (около 1398 парсеков) от Солнца. Видимая звёздная величина звезды — от менее +16m до +13m.

## Характеристики
BY Волка — красная пульсирующая переменная звезда, мирида (M) спектрального класса M. Эффективная температура — около 3287 K.